# میکائیلی، جلیل‌آباد
میکائیلی (به ترکی آذربایجانی: Mikayıllı) یک منطقه مسکونی در جمهوری آذربایجان است که در شهرستان جلیل‌آباد واقع شده است. میکائیلی ۱۲۰۱ نفر جمعیت دارد و هم مرز با کشور ایران می باشد.